# Kirsti Strøm Bull
Kirsti Strøm Bull, född 27 april 1945, är en norsk jurist.
Kirsti Strøm Bull grundutbildade sig till jurist med examen 1969 och disputerade i juridik 1993. Hon blev professor i privaträtt vid universitetet i Oslo 1997 och är också professor vid Samiska högskolan i Kautokeino. 
Kirsti Strøm Bull arbetar framför allt med fastegendomsrätt och med samerätt. Hon är medlem av norska Vetenskapsakademin sedan 2008.